# Camponophilus irmi
Camponophilus irmi (лат.) — вид мелких муравьиных сверчков (отряд прямокрылые насекомые) длиной около 1 см. Единственный вид рода Camponophilus Ingrisch, 1995.

## Распространение
Юго-восточная Азия: Малайзия, Борнео (Sabah, Poring).

## Описание
Тело относительно крупное, длина около 1 см (от 7 до 11 мм). Передние и средние голени с двумя 2 вентроапикальными шипиками; задние голени с 4 внутренними и 2 внешними шпорами примерно равной длины (включая вершинные шпоры), вершины с дополнительными 1-3 мелкими шипиками. Эпифалус самцов с крупными парными аподемами. Дорсальные вальвы яйцеклада самок с крупными перекрывающимися мембранами. Вид был впервые описан в 1995 году Зигфридом Ингришем по материалам, собранным Martin Pfeiffer (Wurzburg).

## Этимология
Название нового рода основано на имени хозяина (муравьях Camponotus gigas). Название вида дано в честь жены коллектора типовой серии, которая участвовала в изучении муравьев.